# Engelholmspartiet
Engelholmspartiet (EP) är ett lokalt politiskt parti i Ängelholms kommun.

## Historik
Engelholmspartiet bildades i februari 2010. Initiativtagare till att starta Engelholmspartiet var Stig Andersson och Jim Brithén.
EngelholmsPartiet ställde upp i Ängelholms kommunalval 2010 och fick då 4 mandat i kommunfullmäktige.
Vid kommunalvalet 2014 fick Engelholmspartiet 6 mandat (Ängelholms kommuns tredje största parti) och man gjorde då ett valtekniskt samarbete med Socialdemokraterna, Folkpartiet och Miljöpartiet så att man kunde ta över styret i Ängelholms kommun - som sedan cirka 40 år tillbaka haft majoritet i form av olika borgerliga konstellationer. Partiet har, över åren, haft flera interna konflikter mellan de båda grundarna. Det har resulterat i att de till och från lämnat partiet, eller blivit uteslutna ur detsamma. Idag har partiet endast Stig Andersson och ytterligare ca 12 (tolv) medlemmar.

## Valresultat
| År   | Röster | %     | Mandat  |
| ---- | ------ | ----- | ------- |
| 2010 | 2 015  | 8,01  | 4 av 51 |
| 2014 | 3 157  | 11,86 | 6 av 51 |
| 2018 | 1 371  | 4,93  | 3 av 51 |
| 2022 | 970    | 3,39  | 2 av 51 |